# Multiperspektive in der Kunst

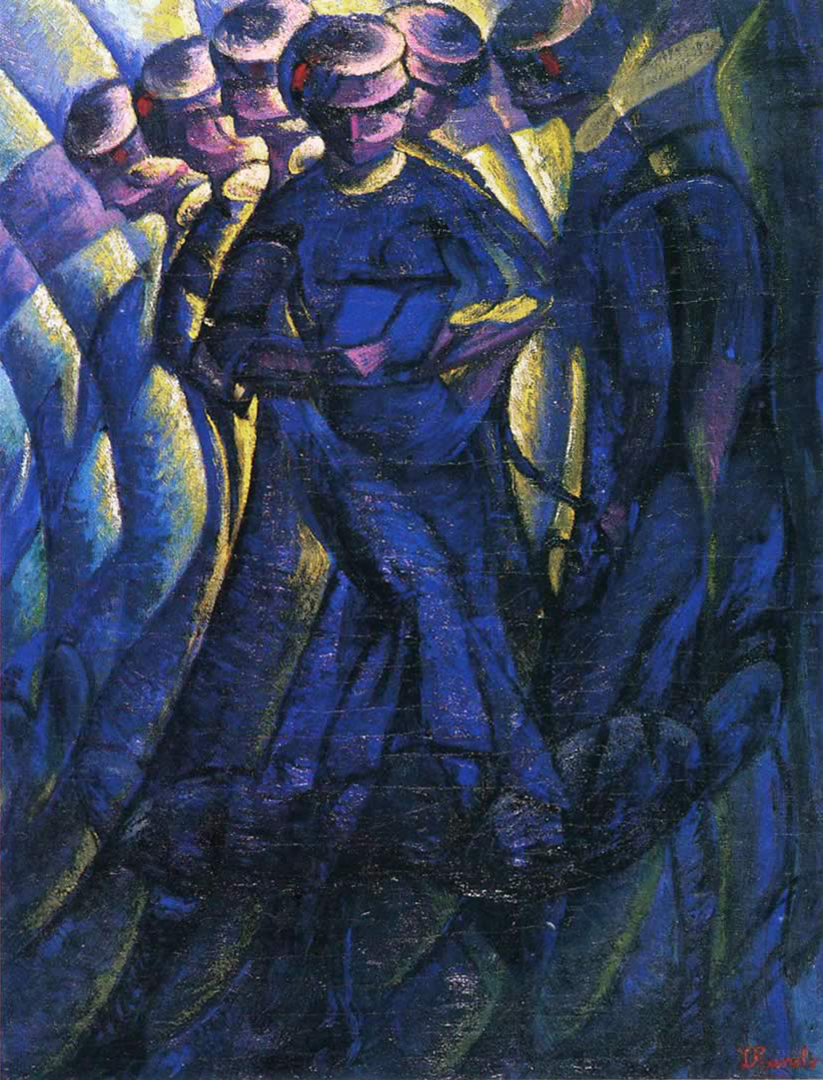
Luigi Russolo: Plastische Synthese der Bewegung einer Frau, 1912.

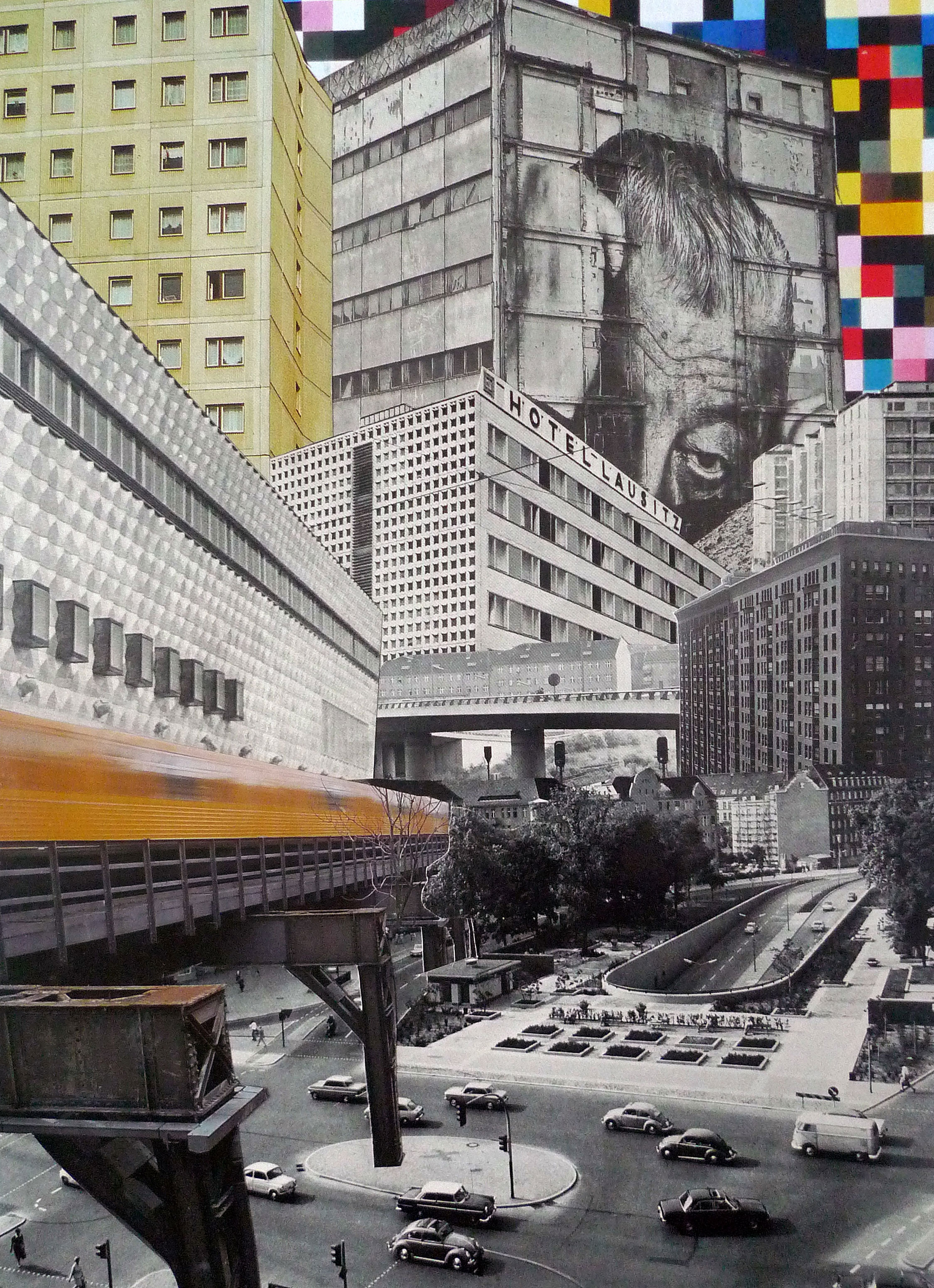
Fotocollage. Denis Schäfer: Mega-urban-polis, 2014.

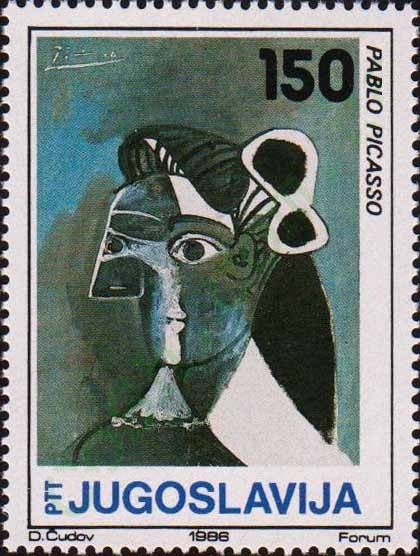
Briefmarke mit dem Bild Frauenkopf, 1963, von Pablo Picasso

Matthias A. K. Zimmermann: Die gefrorene Stadt, 2006

Die Multiperspektive in der Kunst (auch kombinierte Perspektive, Multiperspektive, multiperspektivische Darstellung, Simultaneität, Simultanperspektive) zeigt Gegenstände, Personen oder Räume aus verschiedenen Blickwinkeln gleichzeitig in einem Bild. Damit wird die Dreidimensionalität und Vielansichtigkeit der Objekte verdeutlicht, und verschiedene Aspekte können umfassend dargestellt werden. Außerdem wird das Sehen mit dem Zeitlichen verbunden. Vorausgehende, augenblickliche und kommende Darstellungen sind in einem Bild zu sehen. Bei Fotocollagen werden Teile von Fotografien zusammengefügt – meist ausgewählt nach den dargestellten Motiven. Dabei passen die jeweiligen Blickrichtungen beziehungsweise Perspektiven selten zusammen und es entsteht automatisch eine Multiperspektive. 
Pablo Picasso und Georges Braque stellten Objekte aus mehreren Blickrichtungen gleichzeitig dar. Sie vermischten zum Beispiel Frontal- und Profildarstellung bei Porträts. Der Maler David Hockney hat sich zeitlebens mit der Perspektive beschäftigt. Ausgehend vom Kubismus experimentierte er Anfang der 1980er Jahre mit Polaroidfotografie, mit der er viele Detailaufnahmen eines oder mehrerer Menschen in einem Raster oder frei zu einem multiperspektischen Porträt zusammenfügte (Gregory, Los Angeles, March 31st 1982). Ebenso verfuhr er mit Stillleben, Innenräumen und Landschaften (Grand Canyon-Collagen). Dieses kubistische Prinzip benutzte er genauso wie die umgekehrte Perspektive des 14. Jahrhunderts auch in seiner Malerei, in der man "spazieren gehen" kann (A Walk Around the Hotel Courtyard, Acatlán, 1985, Montcalm Interior at Seven O'Clock, 1988). Noch elaborierter findet sich die Multiperspektive beim Schweizer Maler und Medienkünstler Matthias A. K. Zimmermann. Etwa sein Gemälde »Die gefrorene Stadt« zeigt eine Panoramalandschaft, deren Raum und Objekte sich aus diversen Perspektiven ergeben (Zentralperspektive, Kavalierperspektive, Militärperspektive, Andeutung eines Fischaugenobjektivs usw.).
Neben dem Gebrauch der Multiperspektive in Standbildern findet sie auch Anwendung im digitalen Raum an Bewegtbildern. Durch die Anwendung mehrerer Projektionszentren in Bewegtbildern können Verzerrungen vermieden werden. (Beispiel: Eine Kugel behält ihre Kreisform bei, und eine elliptische Form der Kugel durch die Kameraverzerrung wird vermieden.)